# GNU Social

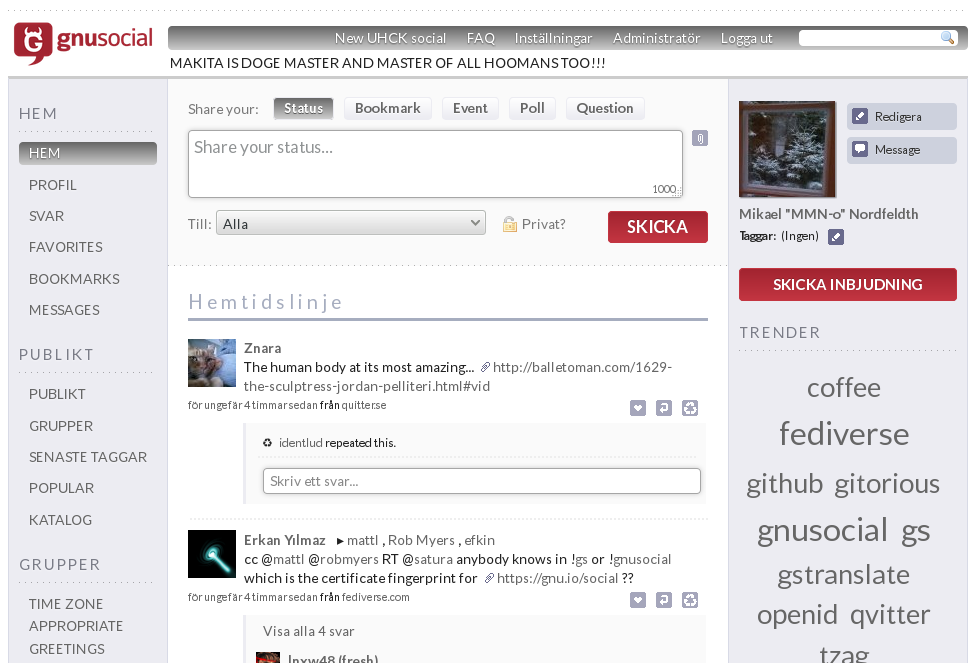
Captura de pantalla de un sitio web con GNU social con localización sueca.

GNU Social (unificado con el proyecto StatusNet, anteriormente Laconica) es un servidor de microblogueo de software libre escrito en PHP que implementa el estándar Ostatus para interoperar entre distintas instalaciones. A la par que ofrece una funcionalidad similar a Twitter, GNU Social busca proporcionar el potencial para una comunicación abierta, inter-servicios y distribuida entre comunidades de microblogueo. Empresas e individuos pueden instalar y controlar sus propios servicios y datos.
La versión 0.9.0, publicada el 3 de marzo de 2010, añadió soporte para Ostatus, un nuevo estándar que actualiza y sustituye a OpenMicroBlogging.

## Nombres
Laconica fue renombrado como StatusNet coincidiendo con la publicación de la versión 0.8.1 (también conocida como "Second Guessing") del software StatusNet.
El nombre StatusNet "simplemente refleja lo que hace nuestro software: enviar actualizaciones de  estado (status) a tu red (network) social."
El nombre Laconica era una referencia al Laconismo, una forma de expresarse breve y concisamente, con las palabras justas, y a la vez ingeniosamente, que ha sido atribuida a los líderes de Esparta (Laconia era la región griega donde se encontraba Esparta). En microblogging, todos los mensajes están obligados a ser muy cortos debido al límite de 140 caracteres para el tamaño del mensaje, así todos ellos son de facto frases lacónicas.
El 8 de junio de 2013 se anunció que StatusNet sería adoptada por GNU Social.

## Despliegues notables
StatusNet está desplegado en varias docenas de servicios públicos.

### Identi.ca
El primer despliegue de StatusNet (como Lacónica) fue el servicio de microblogueo abierto Identi.ca. Alojado por los creadores de StatusNet, StatusNet Inc., Identi.ca ofrecía cuentas gratuitas al público y servía de co-buque insignia (junto con freelish.us) de la versión instalable de StatusNet.
Recientemente Identi.ca ha pasado a utilizar pump.io en lugar de StatusNet.

### freelish.us
Un despliegue de StatusNet publicado el 1 de abril de 2011.

### TWiT Army
Otra instancia popular de StatusNet es This Week in Tech's TWiT Army.

## Características
- Actualizaciones vía cliente XMPP/Jabber/Google Talk
- Autenticación OpenID
- Soporte a federación, que proporciona la capacidad de suscribirse a avisos de usuarios en un servicio remoto a través del protocolo OpenMicroBlogging
- Actualizaciones y notificaciones SMS
- Una API compatible con Twitter
- Hashtags
- Interfaz multiidioma (usando Gettext)
- Publicación de avisos en Twitter
- Integración con Facebook
- Grupos (Bangtags)
- Acortamiento de URL automático
- Geolocalización y mapas
- Actualización del flujo en vivo
- Adjuntos (añadir archivos, imágenes, vídeo sonido a los avisos)
- Embebido de contenido de otros sitios como YouTube, Flickr, etc.
- Implementación de Salmon (protocolo)

Características futuras prioritarias:
- Mayor incorporación de AJAX en la interfaz
- Envío cruzado a Jaiku, Plurk, etc.
- Recuperación de mensajes desde Twitter, Plurk, Jaiku, etc.